# Mutt Williams
Henry Walton Jones III, mais conhecido como Mutt Williams, é um personagem da franquia Indiana Jones, sendo filho de Henry Jones Jr e Marion Ravenwood. Foi introduzido em Indiana Jones e o Reino da Caveira de Cristal, interpretado por Shia LaBeouf.